# Lokalanästhesie
Die Lokalanästhesie (von lateinisch locus ‚Ort‘ und von „Anästhesie“ von altgriechisch ἀν- ‚nicht‘ und altgriechisch αἴσθησις ‚Wahrnehmung‘; wörtlich örtliche Unempfindlichkeit) oder örtliche Betäubung (auch lokale Anästhesie) ist die örtliche Schmerzausschaltung im Bereich von Nervenendungen oder Leitungsbahnen, ohne das Bewusstsein zu beeinträchtigen. Sie bewirkt durch gezielte Verabreichung von Anästhetika, meist Lokalanästhetika, in mittelbarer Nähe ihres Wirkortes die zeitweilige, umkehrbare Funktionshemmung von ausgewählten Nerven und führt dabei zu Empfindungslosigkeit und Schmerzfreiheit, teilweise auch zur Hemmung der aktiven Beweglichkeit in Teilen des Körpers. Die Lokalanästhesie auf Grund ihrer (nacheinander einsetzenden) sympathischen, sensorischen und gegebenenfalls motorischen Blockaden ist eine über eine Analgesie hinausgehende Anästhesie.
Die Lokalanästhesie ermöglicht als Alternative zur Allgemeinanästhesie (Narkose) medizinische Prozeduren wie Operationen oder bestimmte Untersuchungen, für deren Durchführung die lediglich örtliche Schmerzausschaltung und Unterbindung von Bewegungen zwar notwendig, jedoch in diesem Umfang ausreichend ist.
Zur Lokalanästhesie als Oberbegriff zählt, historisch und pharmakologisch begründet, auch die vor allem von Anästhesisten durchgeführte Regionalanästhesie. Weitere Hauptverfahren sind die Oberflächenanästhesie und die Infiltrationsanästhesie.

## Ziele der Lokalanästhesie
Die Lokalanästhesie verfolgt vorrangig das Ziel der Schmerzausschaltung durch Unterbrechung der Schmerzleitungsfunktion von Nerven (afferente Fasern). Durch die Funktionsunterbrechung bestimmter A-Fasern erfolgt eine Empfindungsausschaltung (Berührungs- und Vibrationsempfindung, ebenfalls afferente Fasern). Die Funktionsunterbrechung von motorischen (efferenten) Nervenfasern bewirkt bei einigen Verfahren eine Ausschaltung der aktiven Beweglichkeit der betreffenden Muskeln.
Durch Schädigung von Nervenstrukturen (etwa des Nervus trigeminus) entstehen neuropathische Schmerzen. Als erste spezifische Behandlungsmaßnahme wird hier die therapeutische Lokalanästhesie (auch „Heilanästhesie“) angewandt. Das dazu verwendete Präparat muss frei von Vasokonstriktoren (etwa Adrenalin) sein. Bei einem Teil der Patienten wird dadurch eine Schmerzlinderung erzielt, die weit über die Wirkdauer der Anästhesie andauert und im Idealfall zum völligen Verschwinden der Beschwerden führt.

## Systematik

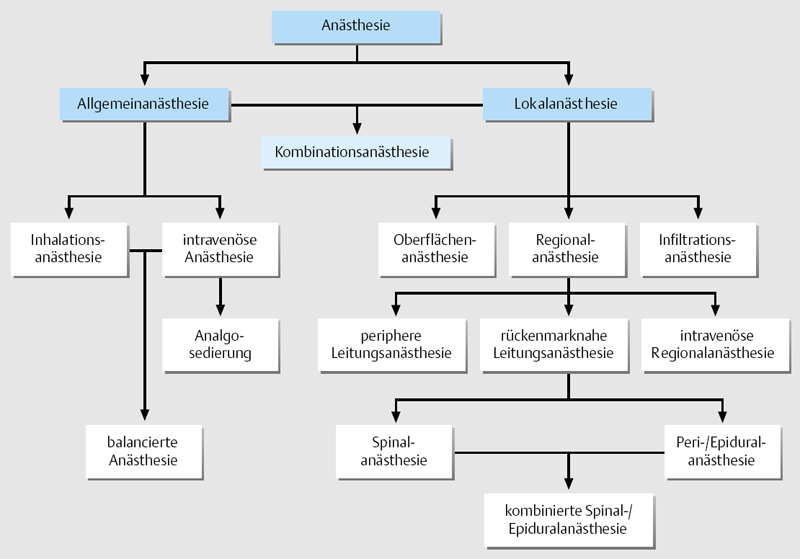
Einordnung der Lokalanästhesie in die Systematik der Anästhesie, Stand: 2001

Man unterscheidet folgende Versionen der Lokalanästhesie:
- Oberflächenanästhesie: Das Lokalanästhetikum wird unmittelbar auf den zu betäubenden Bereich aufgebracht, wobei die sensiblen Nervenendigungen durch Diffusion erreicht und blockiert werden. Typische Anwendungsgebiete sind die Betäubung der Hornhaut und die Schleimhautanästhesie, da die Lokalanästhetika in diese Gewebe leicht eindringen können. Oberflächenanästhesie der Haut ist nur sehr eingeschränkt mittels spezieller Cremes (EMLA) oder Elektrophorese möglich. Auch die Anwendung von Kälte zur Oberflächenbetäubung wird praktiziert.
- Infiltrationsanästhesie: Bei der durch Heinrich Braun 1903 ausgebauten[3] Infiltrationsanästhesie wird das Lokalanästhetikum direkt im Operationsgebiet flächig in das Gewebe injiziert und damit der zu betäubende (zu anästhesierende) Bereich infiltriert. Die Wirkung beruht auf der Blockade sensibler Nervenenden und terminaler Nervenbahnen. Durch die Infiltrationsanästhesie werden aber auch die Eigenschaften des zu operierenden Gewebes verändert, außerdem werden relativ große Mengen an Lokalanästhetikum benötigt. Eine Sonderform ist die intradermale Anästhesie („Hautquaddel“). Die Tumeszenz-Lokalanästhesie ist ein spezielles Verfahren, bei dem das Lokalanästhetikum in einem großen Volumen eines Lösungsmittels in das Unterhaut-Fettgewebe eingebracht wird und sich dort großflächig verteilt. Es findet vor allem in der kosmetischen Chirurgie zur Fettabsaugung seine Anwendung, wird jedoch kritisch bewertet.[4]
- Regionalanästhesie: Als Regionalanästhesie werden Leitungsanästhesien von Nervenstämmen (periphere Regionalanästhesie) oder rückenmarksnahen Nervenwurzeln (rückenmarksnahe Regionalanästhesie wie Spinal- oder Epiduralanästhesie) bezeichnet. Eine weitere Variante ist die 1909 eingeführte intravenöse Regionalanästhesie nach Bier,[5] bei der das (Lokal-)Anästhetikum in blutentleerte Venen von Armen (oder Beinen) eingespritzt wird und von dort in Nervenbahnen und -enden diffundiert und eine Betäubung der betreffenden Extremität ermöglicht.

Der Begriff der Lokalanästhesie wird aus historischen und pharmakologischen Gründen der Regionalanästhesie übergeordnet. Die Nomenklatur der Einteilung ist jedoch nicht einheitlich: Manchmal werden nur Oberflächenanästhesie und Infiltrationsanästhesie unter dem Begriff der Lokalanästhesie zusammengefasst und die Regionalanästhesie getrennt geführt.

## Geschichte
Dominique Jean Larrey (1766–1842) war ein französischer Militärarzt und Chirurg in der „Großen Armee“ von Napoleon Bonaparte und darüber hinaus sein Leibarzt. Larrey war einer der ersten Ärzte, der die lokalanästhetische Wirkung von Kälte (Kälteanästhesie) beobachtete. Nach der bei grimmiger Kälte ausgefochtenen Schlacht bei Preußisch Eylau am 7. und 8. Februar 1807 nahm er Amputationen vor, ohne dass einige der Verletzten Schmerzenslaute von sich gaben. Durch die Minustemperaturen waren die peripheren Nerven von Larreys Patienten taub, also weitgehend schmerzunempfindlich geworden. In den Jahren 1866/1867 verwendeten auch Benjamin Ward Richardson (1828–1912), ein Schüler von John Snow, und Johann Baptist Rottenstein Kälte (erzeugt durch Ätherspray bzw. Chloräthylspray) zur lokalen Betäubung.

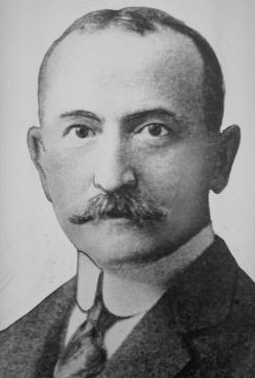
Carl Koller, um 1910

In einem Selbstversuch mit dem späteren Psychoanalytiker Sigmund Freud erkannte der Wiener Augenarzt Carl Koller (1857–1944), dass Kokain bei Verkostung die Zunge betäubt und beschrieb dies 1884. Nach erfolgreichen Tierversuchen wendete er das Mittel 1884 erstmals für Augenoperationen am Menschen an: Auf das Auge träufelte er Kokain-Lösung, die die Hornhaut (Cornea) des Auges betäubte (Oberflächenanästhesie). Koller gilt somit als der Vater der Lokalanästhesie. Er bezeichnete sie als locale Anästhesirung.
Ab 1885 benutzte William Stewart Halsted Kokain zur tiefergehenden Infiltrationsanästhesie bei zahnärztlichen Eingriffen. 1888 entwickelte Maximilian Oberst die Leitungsanästhesie am Finger (Oberst-Block).
Der deutsche Arzt Carl Ludwig Schleich demonstrierte am 11. Juni 1892 auf dem Deutschen Chirurgenkongress in Berlin die Infiltrationsanästhesie mittels verdünnter Kokainlösung. Durch Einspritzen eines Anästhetikums in die Haut (und später auch Unterhaut) zu betäubende Gebiete konnten nun erstmals auch hautbedeckte Areale behandelt werden. Mittels Injektion von Kokainlösung hatte Themistocles Gluck bis 1887 bereits 21 größere Operationen in Lokalanästhesie durchgeführt.
Als erste Regionalanästhesieverfahren führte August Bier (1861–1949) 1898 die Spinalanästhesie und 1908/1909 die intravenöse Regionalanästhesie ein. Verbessert werden konnte die Lokalanästhesie 1903 mit der von dem Leipziger Chirurgieprofessor Heinrich F. Braun entwickelten Zugabe von Adrenalin.
Zu den moderneren Lokalanästhetika zu örtlichen oder regionalen Betäubung gehört das 1997 eingeführte Ropivacain (Naropin).